# A magyar család aranykönyve
A magyar család aranykönyve egy 20. század elején megjelent nagy terjedelmű magyar nyelvű enciklopédikus jellegű háztartástani mű.

## Jellemzői
Az összességében mintegy 2000 oldalas, számos képpel illusztrált, díszes borítójú 3 kötetes mű az Athenaeum Irodalmi és Nyomdai Rt. jóvoltából jelenhetett meg Budapesten 1909 és 1911 között. A három kötetes enciklopédia célja volt, hogy szakemberek által közérthető nyelven írt dolgozatokban tájékoztassa a nagyközönséget a családi élettel kapcsolatos elméleti és gyakorlati tudnivalókról. Az első kötet a tulajdonképpeni, rendszeres egészségtan mellett – amelynek illusztratív része nem egészen kielégítő – az egészséges életmódot, a gyermek- és szépségápolást, elsősegélynyújtást is tárgyalja. Ezt követően bővebben és érdekesen szól a lakások célszerű beosztásáról, ízléses berendezéséről, és a hozzáfűződő egészségügyi követelményekről, végül pedig a ruházkodás kérdésére is kiterjeszkedik. A második kötet tárgya a társasélet, a családi nevelés, az életpályák, foglalkozási ágak, a közéletben előforduló jogi élet, a szórakozás, nyaralás, sport, testnevelés kérdései. A kötet beosztása jó, témaválasztása gondos, nyelve könnyen érthető. A harmadik kötet a gyakorlati háztartástan (állattenyésztés, kertészet, kézimunkák) kérdéseivel foglalkozik. A kötetek használatát a tárgymutató segíti.
A mű jelenleg nem rendelkezik sem reprint, sem elektronikus kiadással.

## Kötetbeosztás
| Kötetszám | Szerzők | Kötetcím | Kiadási év |
| --------- | --- | --- | ---------- |
| I.        | Bexheft Ármin, Dalmady Zoltán, Jakabné Rácz Hanna, Bán Ilona, Garami Béla, Kovách Aladár, Sárosi Bella, Treitz Péterné                      | Egészség – lakás – ruházkodás                                                                                     | 1909       |
| II.       | Gömbösné Galamb Margit, Hancsókné Wolkenberg Ilona, Bédy-Schwimer Rózsa, Mosdóssy Imre, K. Nagy Sándor, Bexheft Ármin, Szabóné Nogáll Janka | Családi nevelés és a családi élet külső vonatkozásai                                                              | 1910       |
| III.      | Gineverné Győri Ilona, Kürhty Emilné, Bexheft Ármin, Ferenczy Ida, Kardos Árpád, Treitz Péterné                                             | A család gazdasági élete. Háztartás. A konyha. A család élelmezése. Házi állatok. Kertészet. Kézimunka. Házi ipar | 1911       |